# 에마뉘엘 베르코
에마뉘엘 베르코(Emmanuelle Bercot, 1967년 11월 6일 ~ )는 프랑스의 배우, 영화감독, 각본가다. 2015 칸 영화제에서 영화 《몽 루아》로 여우주연상을 수상했다.

## 작품 목록
- 몽 루아
- 학교는 끝났다 - 캐서린 역
- 해피 버스데이 - 클레어 역

## 서훈
- 레지옹 도뇌르 훈장 (2015)

## 수상
- 칸 영화제 여우주연 (2015)